# Tumbatu
Tumbatu és una illa al nord-oest de Zanzíbar de 8 km de llarg i 1,5 d'ample. Només hi ha dues poblacions, Gomani, a la part central a la costa est i Jongowe, a la costa sud, que existeixen només del segle xvii o XVIII. La tradició diu que fou colonitzada per Yusuf ibn Alawi de la tribu dels alawi (a vegades ahdali i a vegades abdali) procedent de Tusi o Tudi, prop de Bàssora. El seu fill va esdevenir sultà i el fill d'aquest sultà de Kilwa. Aquesta tradició no està corroborada pels historiadors de Kilwa. Les excavacions arqueològiques mostren un gran lloc de 750 metres de llarg al llarg de la costa, amb cases, un palau i dues mesquites; les restes estan datades en un període entre 1100 i 1350. Sembla que fou evacuada a tota presa deixant cadàvers sense enterrar a causa d'una epidèmia de pesta bubònica.